# РБЖ Азимут
«РБЖ Азимут» (рос. РБЖ Азимут) — колишній український науково-фантастичний альманах, що спирається на засади «твердого sci-fi». Виходив у 2006-2021 роках у форматі збірок учасників однойменного конкурсу в Одесі. Засновником та директором журналу є Володимир Яценко.
З 2006 року «РБЖ Азимут» видавався російською. Проте починаючи з № 27 (2014 рік) альманах виходить українською і російською мовами; редактором україномовної версії є Віталій Геник.. Протягом 2020-2021 років (від числа №41) виходив лише українською мовою. 2021 року вийшло останнє число журналу (№47). 

## Історія

### Конкурс РБЖ Азимут
З 2007 року журнал проводить в Інтернеті однойменний літературний конкурс, до якого допускаються україномовні та російськомовні прозові твори в будь-якому з фантастичних жанрів обсягом від 10.000 до 40.000 знаків, враховуючи пробіли.
Один із номерів журналу був презентований на фестивалі фантастики «LiTerraCon» 2017 року.

## Нагороди
2010 та 2011 року «РБЖ Азимут» номінувався на премію «Єврокон» як найкращий журнал від України, а 2017 року — від Білорусі.